# Anastrepha ocresia
Anastrepha ocresia är en tvåvingeart som först beskrevs av Walker 1849.  Anastrepha ocresia ingår i släktet Anastrepha och familjen borrflugor. Inga underarter finns listade i Catalogue of Life.